# Tábor
Tábor (Duits: Tabor) is een stad gelegen in de Tsjechische regio Zuid-Bohemen. De stad is genoemd naar de Taborberg in Israël, de berg waar Jezus volgens het Nieuwe Testament van gedaante verwisselde. Tegenwoordig wordt Tábor vaak vertaald als "kamp" in het Tsjechisch. Door de stad loopt de rivier Lužnice.

## Geschiedenis
De stad werd gesticht in 1420 door de meest radicale vleugel van de Hussieten, waardoor die extreme vleugel van de Hussieten al snel bekend werd als de taborieten. In 1437 kreeg Tábor de status van koningsstad.
In de 16e eeuw was Tábor een bloeiende handelsstad. In de 17e eeuw ging het minder voorspoedig. Tijdens de Dertigjarige Oorlog werd de stad tweemaal, in 1621 en 1648, belegerd en deels vernietigd. In 1862 werd in Tábor het eerste gymnasium opgericht waar lesgegeven werd in het Tsjechisch. De componist Bedřich Smetana schreef een symfonisch gedicht over de stad (het vijfde gedicht uit het werk Má Vlast).

## Bezienswaardigheden

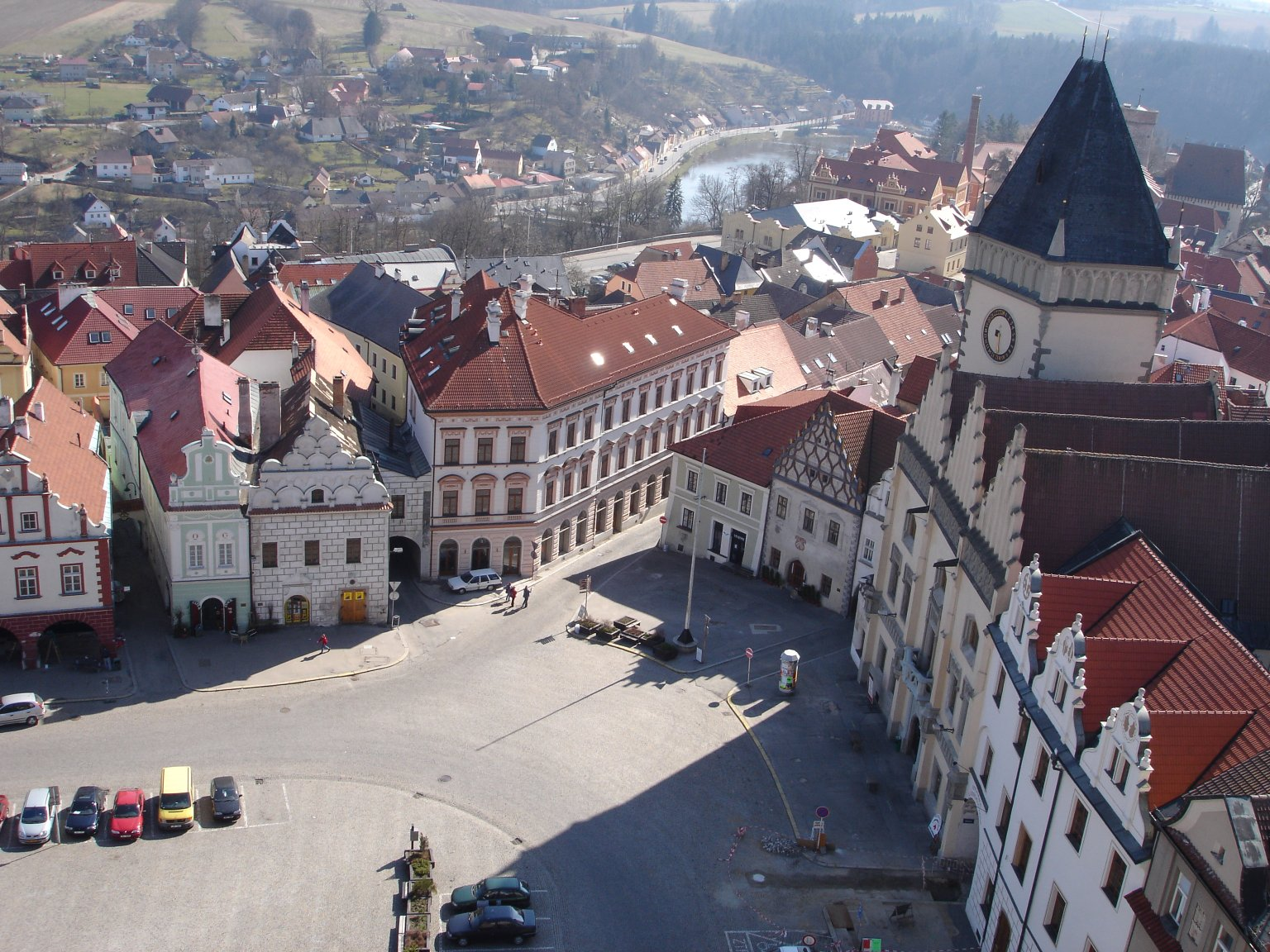
Het Žižkaplein, op de achtergrond de Lužnice-rivier

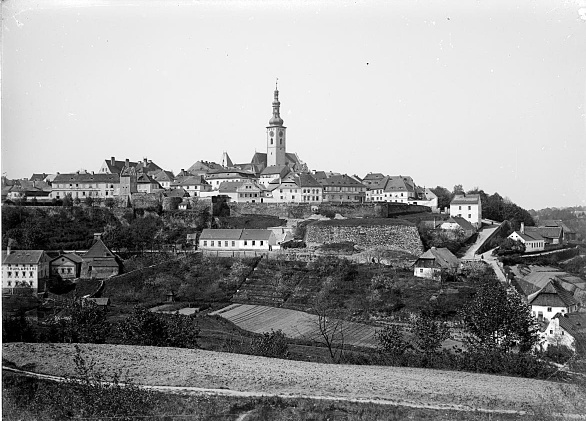
Blik op Tábor aan het eind van de 19e eeuw

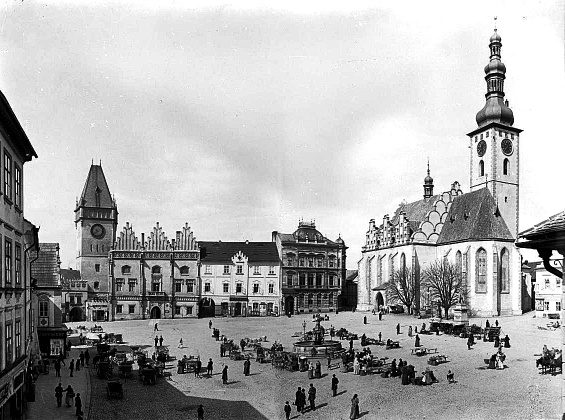
Het Žižkaplein in 1895

- Hussietenmuseum (Husitské muzeum) in het oude gotische stadhuis waarvan de bouw begon in 1440. In het museum staat o.a. een maquette van Tábor in de 18e eeuw.
- In de 15e eeuw werd begonnen met de bouw van ondergrondse tunnels in Tábor. Een deel van het tunnelcomplex, onder het Žižkaplein, is opengesteld voor publiek. De ingang van de tunnels zit in het Hussietenmuseum.
- De Kotnovtoren (Hrad Kotnov) is het enige overgebleven deel van het kasteel van Tábor. De rest van het kasteel is in de 19e en begin van de 20e eeuw afgebroken om uitbreidingsmogelijkheden voor een brouwerij te creëren. De Kotnovtoren is te beklimmen.
- Bechynska Brana is een stadspoort uit de 15e eeuw. Binnenin huisvest een museum over het leven in de middeleeuwen.
- De Decanaatskerk van de gedaanteverwisseling van de Heer op de Taborberg (Dekansky kostel Promeneni Pane na hore Tabor) is een kerk van 87 meter hoog uit 1512.
- Het begin-17e-eeuwse Klokotyklooster
- Het Žižkaplein (Žižkovo náměstí, genoemd naar Jan Žižka) is het centrale plein van de stad. Aan het plein staan o.a. het oude stadhuis met het Hussietenmuseum en de kerk.

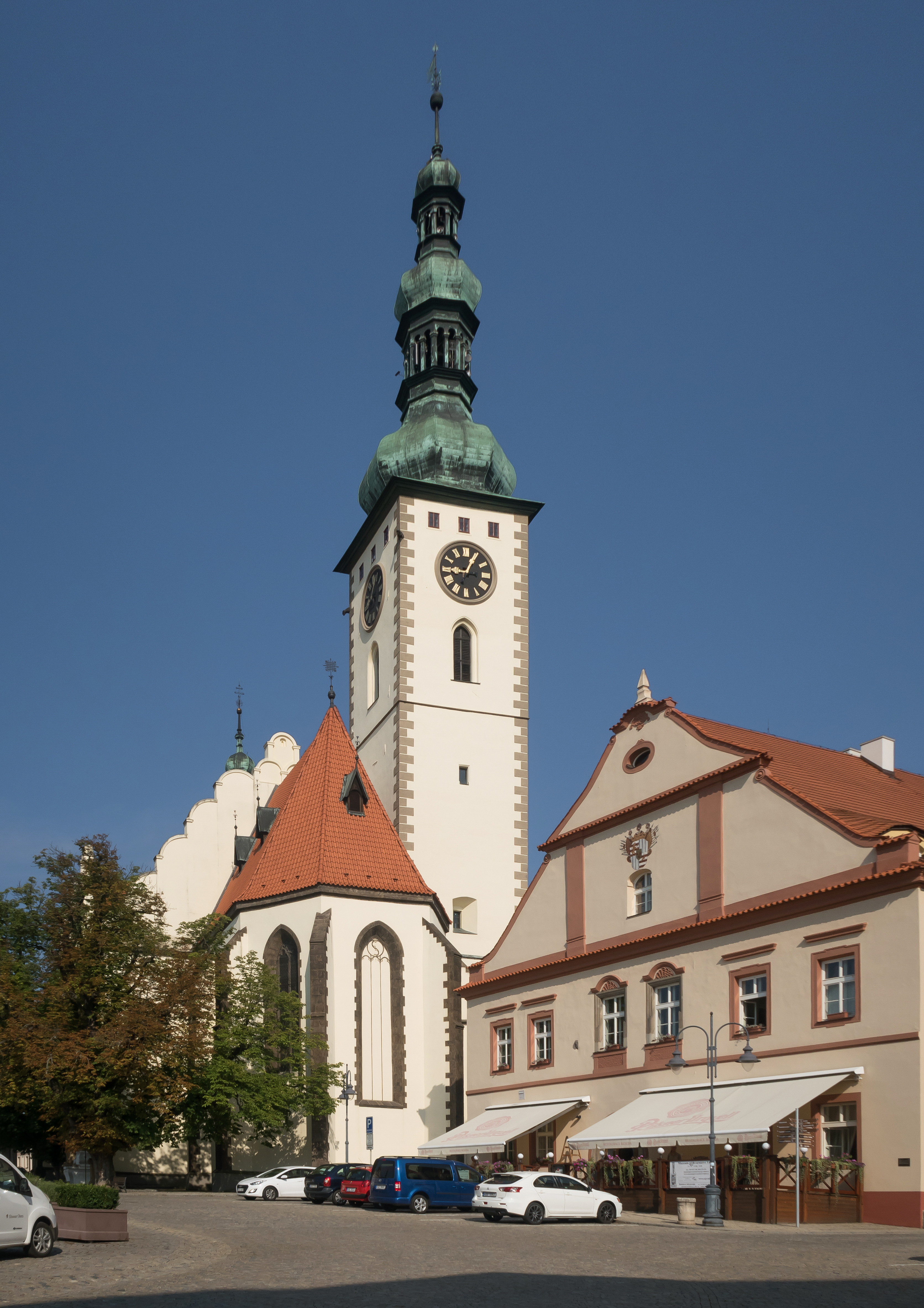
Kerk: kostel Proměnění Páně
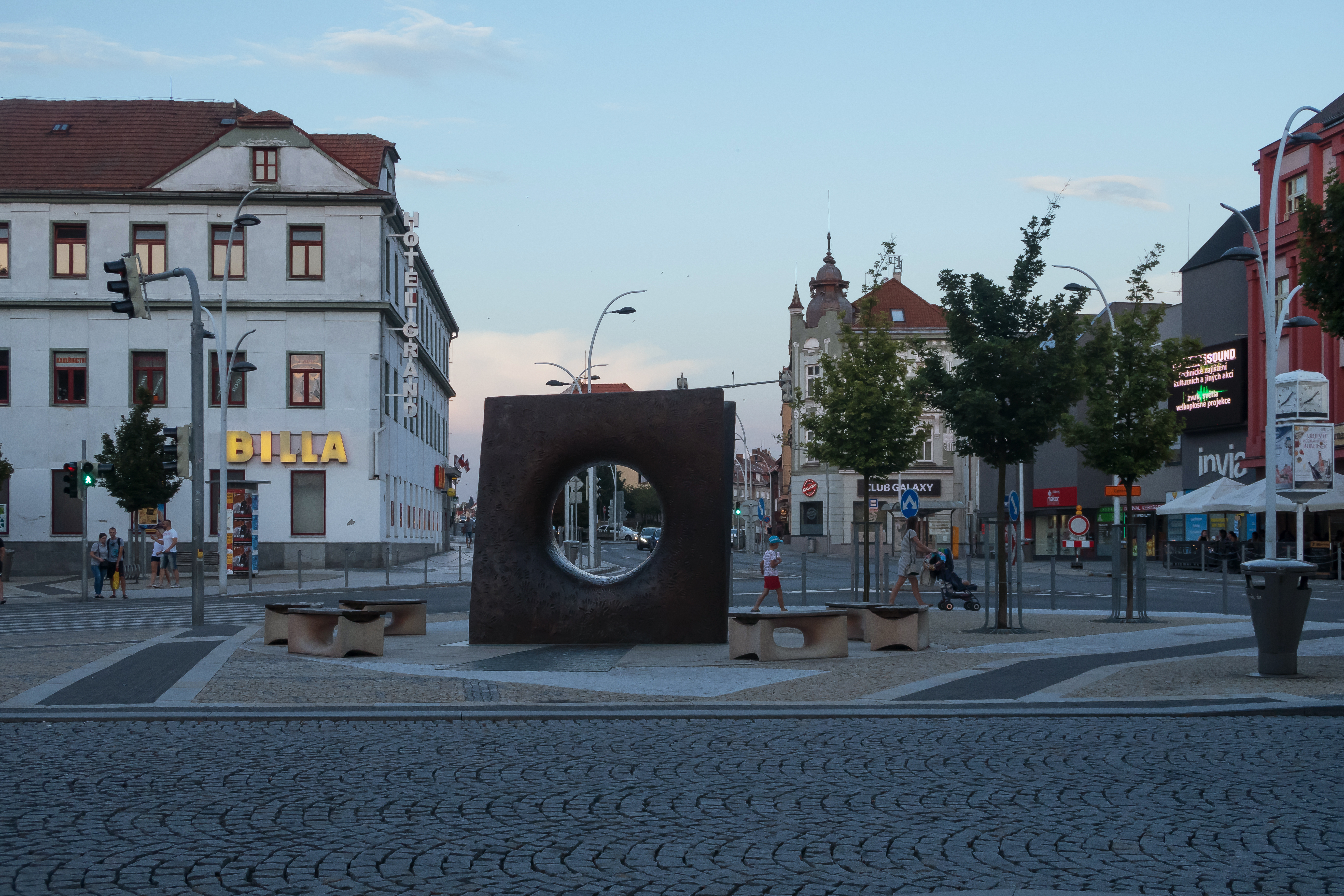
Sculptuur tegenover de Billa supermarkt
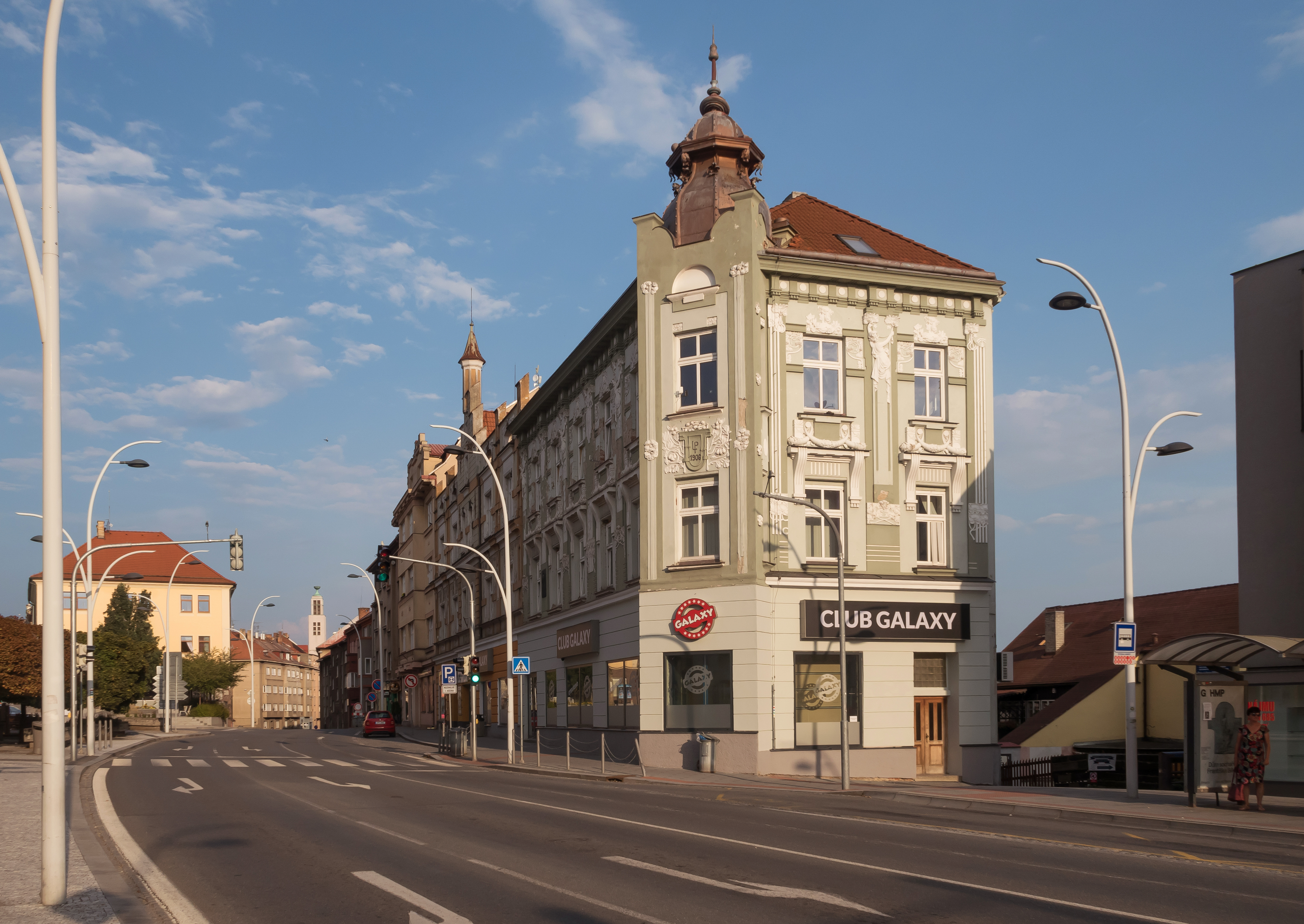
Straatzicht Budějovická (vanaf de Billa supermarkt)
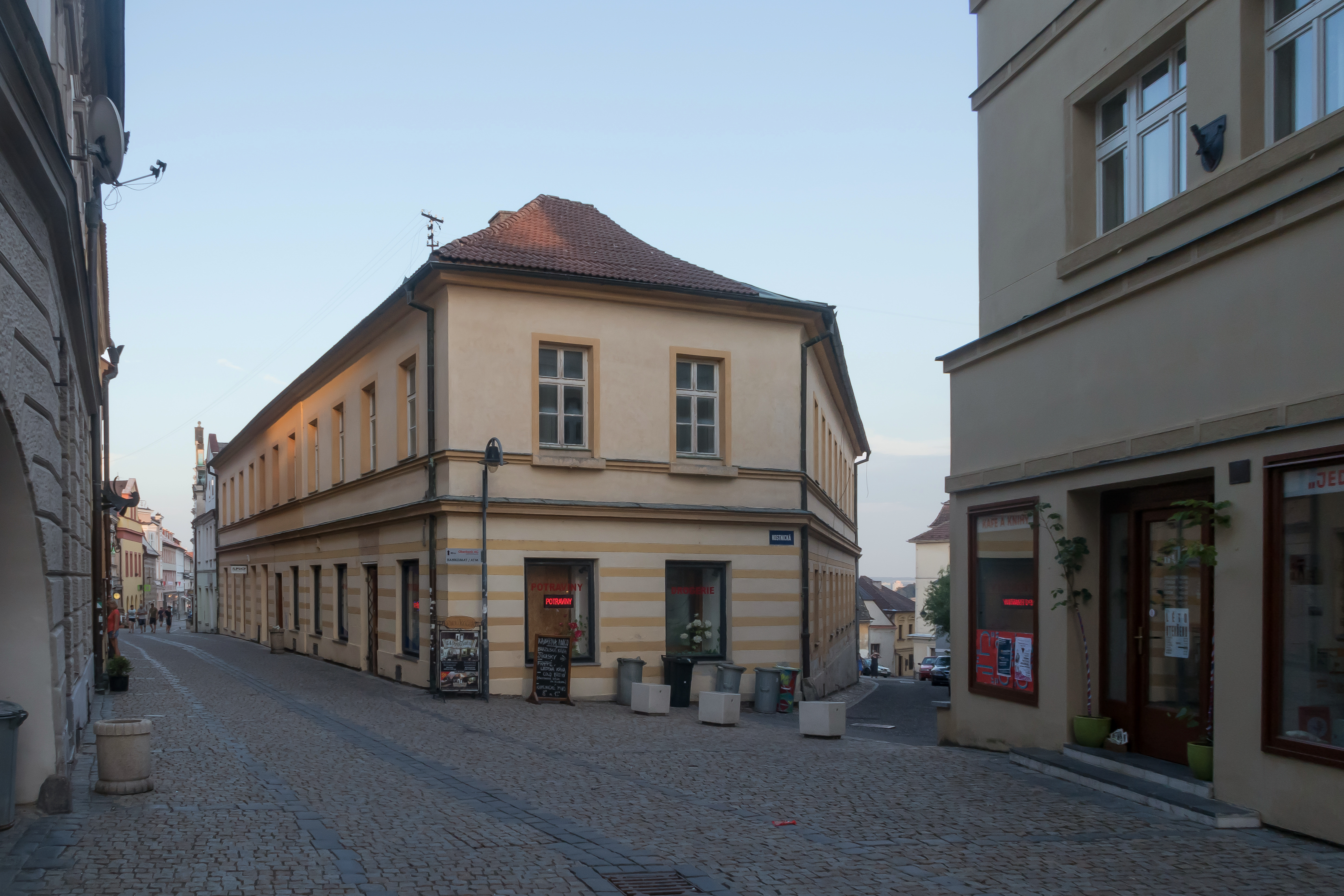
Straatzicht: Palackého-Kostenickà

## Bezienswaardigheden omgeving Tábor
- grotten van Chýnov
- burchtruine's Borotin en Kozi Hradek
- rivier Lainsitz (kanoën, vissen)
- Orlik stuwmeer en het kasteel Orlik en Zvikov
- kasteel Cervena Lhota (bij Kamenice nad Lipou)
- kuurplaats Bechyně

## Sport
In België en Nederland is Tábor bekend van het veldrijden. Vanaf 1996 wordt er elk jaar een veldrit gereden, die vanaf 2004 deel uitmaakt van de Wereldbeker veldrijden. In Tábor vonden de wereldkampioenschappen veldrijden plaats in 2001, 2010, 2015 en 2024, de Europese kampioenschappen veldrijden in 2017 en diverse keren het Tsjechisch kampioenschap veldrijden.

## Partnersteden
- Konstanz, Duitsland
- Schmalkalden, Duitsland
- Wels, Oostenrijk
- Sint-Niklaas, België

## Personen

### Geboren
- Jan Koblasa (1932-2017), beeldhouwer, schilder en graficus

### Gewoond in Tábor
- Jan Žižka (1360-1424), belangrijke generaal van de Hussieten.
- Edvard Beneš (1884-1948), tweede president van Tsjecho-Slowakije.